# Années 1930 av. J.-C.
Les années 1930 av. J.-C. couvrent les années de 1939 av. J.-C. à 1930 av. J.-C.

## Évènements

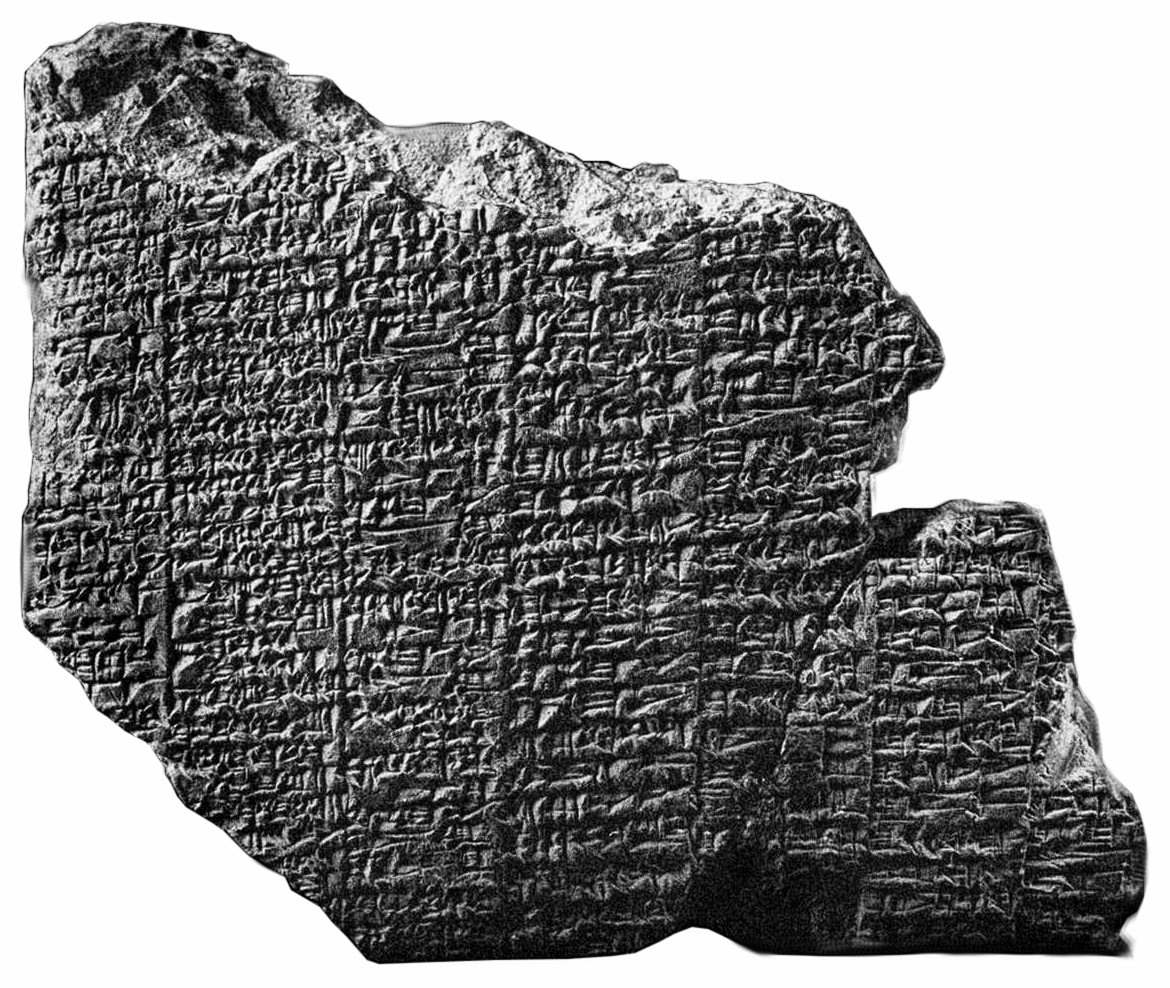
Code de Lipit-Ishtar

- 1934 av. J.-C.[1] : début du règne de Lipit-Ishtar, roi d’Isin (fin en 1924 av. J.-C.)[2]. Il promulgue un code de loi. Sous son règne apparaît clairement la fragilité d’Isin, incapable de reprendre pied dans les territoires septentrionaux et d’affirmer son autorité sur tout l’ensemble méridional devant la puissance de Larsa. Des allègements fiscaux et des remises de dettes à répétition laissent penser que le royaume d’Isin connaît une crise économique et sociale. Tandis que le pays sumérien s’émiette en petites principautés rivales, le royaume s’affaiblit progressivement dans un climat de confusion et d’insécurité et finalement se trouve réduit au territoire de la cité. Le déclin du pouvoir central se mesure à l’essor des archives privées dont la présence atteste le maintien d’une activité économique et commerciale d’ailleurs nécessaire à la survie.
- 1933 av. J.-C.[1] : fin du règne de Zabaia de Larsa[2].
- 1932 av. J.-C.[1] : début du règne de Gungunum, roi de Larsa (fin en 1906 av. J.-C.). Il mène des campagnes en Élam et contribue au déclin de la dynastie de Simashki[2].